# Lijst van rijksmonumenten in Baambrugge
De plaats Baambrugge telt 51 inschrijvingen in het rijksmonumentenregister. Hieronder een overzicht.
| Object | Oorspronkelijke functie?  | Bouwjaar                              | Architect | Locatie                               | Coördinaten?                  | Nr.?   | Afbeelding                                                                     |
| --- | ------------------------- | ------------------------------------- | --------- | ------------------------------------- | ----------------------------- | ------ | ------------------------------------------------------------------------------ |
| Donkervliet: woonhuis | Woonhuis                  | 1893                                  |           | Donkervlietse Binnenweg 8             | 52° 13' 60" NB, 4° 59' 33" OL | 514620 | Meer afbeeldingen                                                              |
| Donkervliet: hek | Erfscheiding              | 1893                                  |           | Donkervlietse Binnenweg bij 8         | 52° 13' 59" NB, 4° 59' 31" OL | 514621 | Meer afbeeldingen                                                              |
| Paddenburg | Boerderij                 | 1909                                  |           | Rijksstraatweg 87                     | 52° 14' 36" NB, 4° 59' 38" OL | 514623 | Paddenburg                                                                     |
| Ronde veestal achter Paddenburg | Boerderij                 | 1908-1909                             |           | Rijksstraatweg bij 87                 | 52° 14' 36" NB, 4° 59' 38" OL | 514624 | Upload foto                                                                    |
| Gietijzeren ophaalbrug | Brug                      | 1877                                  |           | hoek Brugstraat                       | 52° 14' 46" NB, 4° 59' 28" OL | 514635 | Meer afbeeldingen                                                              |
| Vrijstaand voormalig raadhuis | Bestuursgebouw en onderdl | 1886                                  |           | Rijksstraatweg 77                     | 52° 14' 48" NB, 4° 59' 27" OL | 514639 | Vrijstaand voormalig raadhuis                                                  |
| Vrederust: herenboerderij | Boerderij                 | 18e eeuw                              |           | Binnenweg 10                          | 52° 14' 33" NB, 4° 59' 35" OL | 6984   | Meer afbeeldingen                                                              |
| Boerderij, langhuis, topgevel met gesneden daklijst | Boerderij                 | 19e eeuw                              |           | Binnenweg 18A                         | 52° 14' 31" NB, 4° 59' 39" OL | 6985   | Meer afbeeldingen                                                              |
| Vrederust: brugwachterswoning | Woonhuis                  | 18e eeuw                              |           | Donkervlietse Binnenweg 10            | 52° 13' 59" NB, 4° 59' 36" OL | 6986   | Meer afbeeldingen                                                              |
| Vrederust: houten kapel | Kapel                     | 18e eeuw                              |           | Binnenweg bij 10                      | 52° 14' 34" NB, 4° 59' 37" OL | 6987   | Meer afbeeldingen                                                              |
| Pand met topgevel | Woonhuis                  | 18e eeuw                              |           | Brugstraat 1a                         | 52° 14' 47" NB, 4° 59' 23" OL | 6988   | Pand met topgevel                                                              |
| Pand met topgevel | Woonhuis                  | 18e eeuw                              |           | Brugstraat 1                          | 52° 14' 47" NB, 4° 59' 23" OL | 6989   | Upload foto                                                                    |
| Lage woning met rechte kroonlijst, terzijde in topgevel eindigend | Werk-woonhuis             | 18e eeuw                              |           | Dorpsstraat 5                         | 52° 14' 46" NB, 4° 59' 25" OL | 6990   | Meer afbeeldingen                                                              |
| Gepleisterd pand met topgevel | Woonhuis                  | 18e eeuw                              |           | Dorpsstraat 9                         | 52° 14' 47" NB, 4° 59' 26" OL | 6991   | Meer afbeeldingen                                                              |
| Gepleisterd pand met topgevel | Woonhuis                  | 18e eeuw                              |           | Dorpsstraat 11                        | 52° 14' 47" NB, 4° 59' 26" OL | 6992   | Meer afbeeldingen                                                              |
| Gepleisterd rechthoekig herenhuis met rechte kroonlijst | Woonhuis                  | 18e eeuw                              |           | Dorpsstraat 21-23                     | 52° 14' 45" NB, 4° 59' 26" OL | 6993   | Meer afbeeldingen                                                              |
| Pand met lijstgevel, gepleisterd | Woonhuis                  | 18e eeuw                              |           | Dorpsstraat 27                        | 52° 14' 45" NB, 4° 59' 27" OL | 6994   | Meer afbeeldingen                                                              |
| Pand met gepleisterde lijstgevel annex gepleisterde topgevel dito | Woonhuis                  | 18e eeuw                              |           | Dorpsstraat 29                        | 52° 14' 44" NB, 4° 59' 27" OL | 6995   | Meer afbeeldingen                                                              |
| Pand met lage topgevel | Woonhuis                  | 18e eeuw                              |           | Dorpsstraat 31                        | 52° 14' 44" NB, 4° 59' 28" OL | 6996   | Meer afbeeldingen                                                              |
| Pand met lage topgevel | Werk-woonhuis             | 18e eeuw                              |           | Dorpsstraat 33                        | 52° 14' 44" NB, 4° 59' 28" OL | 6997   | Meer afbeeldingen                                                              |
| Lage gepleisterde woning | Woonhuis                  | 18e eeuw                              |           | Dorpsstraat 35-37                     | 52° 14' 44" NB, 4° 59' 28" OL | 6998   | Meer afbeeldingen                                                              |
| Lage gepleisterde woning | Woonhuis                  | 18e eeuw                              |           | Dorpsstraat 39                        | 52° 14' 43" NB, 4° 59' 28" OL | 6999   | Meer afbeeldingen                                                              |
| Lage gepleisterde woning | Woonhuis                  | 18e eeuw                              |           | Dorpsstraat 43                        | 52° 14' 43" NB, 4° 59' 28" OL | 7000   | Meer afbeeldingen                                                              |
| Lage gepleisterde woning | Woonhuis                  | 18e eeuw                              |           | Dorpsstraat 45                        | 52° 14' 42" NB, 4° 59' 29" OL | 7001   | Meer afbeeldingen                                                              |
| Nederlands Hervormde Kerk | Kerk en kerkonderdeel     |                                       |           | Dorpsstraat 2                         | 52° 14' 46" NB, 4° 59' 23" OL | 7002   | Meer afbeeldingen                                                              |
| Gepleisterd pand met zadeldak en puntgevel, waarin deur en schuiframen | Woonhuis                  | 18e eeuw                              |           | Dorpsstraat 10                        | 52° 14' 46" NB, 4° 59' 24" OL | 7003   | Meer afbeeldingen                                                              |
| Gepleisterd pand met zadeldak en puntgevel, waarin deur en schuiframen | Woonhuis                  | waarschijnlijk 18e eeuw               |           | Dorpsstraat 12                        | 52° 14' 46" NB, 4° 59' 25" OL | 7004   | Meer afbeeldingen                                                              |
| Pand met gepleisterde afgeknotte topgevel | Woonhuis                  | 18e eeuw                              |           | Dorpsstraat 14                        | 52° 14' 46" NB, 4° 59' 25" OL | 7005   | Meer afbeeldingen                                                              |
| Pand met gepleisterde topgevel | Woonhuis                  | 18e eeuw                              |           | Dorpsstraat 22                        | 52° 14' 44" NB, 4° 59' 26" OL | 7006   | Meer afbeeldingen                                                              |
| Pand met gepleisterde en gewijzigde voorgevel, waarin 5 sierankers | Werk-woonhuis             | 17e eeuw                              |           | Dorpsstraat 24                        | 52° 14' 44" NB, 4° 59' 26" OL | 7007   | Meer afbeeldingen                                                              |
| Boerderij Dorpna | Boerderij                 | 18e eeuw                              |           | Kleiweg 27                            | 52° 14' 55" NB, 4° 59' 13" OL | 7008   | Meer afbeeldingen                                                              |
| Boerderij onder rieten zadeldak aan de achterzijde afgewolfd | Boerderij                 | midden 19e eeuw                       |           | De Horn 4                             | 52° 15' 24" NB, 4° 58' 53" OL | 7010   | Boerderij onder rieten zadeldak aan de achterzijde afgewolfd                   |
| 'Velzenbosch' boerderij, geel gepleisterd dwarshuis | Boerderij                 | 17e/18e eeuw                          |           | Oude Dijk 3                           | 52° 15' 58" NB, 4° 58' 48" OL | 7011   | Meer afbeeldingen                                                              |
| 'Popta' boerderij, gepleisterd langhuis | Boerderij                 | 17e eeuw (wezen) 19e eeuw (voorkomen) |           | Oude Dijk 4                           | 52° 15' 48" NB, 4° 58' 42" OL | 7012   | Meer afbeeldingen                                                              |
| Molen Hoog- en Groenland | Industrie- en poldermolen | ca. 1680                              |           | Rijksstraatweg 2                      | 52° 15' 30" NB, 4° 59' 9" OL  | 7013   | Meer afbeeldingen                                                              |
| Boerderij (meer terug in de richting Baambrugge en zonder brug) laag dwarshuis | Boerderij                 | 18e eeuw                              |           | Rijksstraatweg 6A                     | 52° 15' 23" NB, 4° 59' 27" OL | 7014   | Boerderij (meer terug in de richting Baambrugge en zonder brug) laag dwarshuis |
| Boerderij, gepleisterd dwarshuis, topgevel, rieten dak | Boerderij                 | 17e eeuw                              |           | Rijksstraatweg 8                      | 52° 15' 10" NB, 4° 59' 33" OL | 7015   | Meer afbeeldingen                                                              |
| Uitspanning, laag gedeelte en een hogere vleugel met pannen gedekt. Rechte kroonlijsten | Horeca                    | 18e eeuw                              |           | Rijksstraatweg 12                     | 52° 14' 59" NB, 4° 59' 35" OL | 7016   | Meer afbeeldingen                                                              |
| Boerderij, met rieten zadeldak over het onderkelderde woonhuis en de stal. Voorgevel gemoderniseerd in het derde kwart 19e eeuw met gesneden daklijst en vensters met zesruitsramen en luiken                              | Boerderij                 | wellicht 18e eeuw                     |           | Donkervlietse Binnenweg 4             | 52° 14' 9" NB, 4° 59' 34" OL  | 7017   | Meer afbeeldingen                                                              |
| Gepleisterde boerderij, gewijzigd 19e eeuw. Over het woongedeelte twee parallel lopende schilddaken, waarvan het voorste schoorstenen met ijzeren sierbekroningen heeft. Stal achter het woonhuis onder omlopend schilddak | Boerderij                 | 17e of 18e eeuw                       |           | Rijksstraatweg 23                     | 52° 15' 22" NB, 4° 59' 33" OL | 7018   | Meer afbeeldingen                                                              |
| Boerderij, laag dwarshuis, gepleisterd, 18e eeuw, eindigend in topgevels | Boerderij                 |                                       |           | Rijksstraatweg 25                     | 52° 15' 19" NB, 4° 59' 34" OL | 7019   | Meer afbeeldingen                                                              |
| "Postwijk" (Postwyck) Gepleisterd landhuis met rechte gootlijsten, gesmeed ijzeren hek | Werk-woonhuis             |                                       |           | Rijksstraatweg 37                     | 52° 15' 17" NB, 4° 59' 35" OL | 7020   | Meer afbeeldingen                                                              |
| Pand met gepleisterde topgevel met opkamer | Woonhuis                  | 17e eeuw                              |           | Rijksstraatweg 75                     | 52° 14' 48" NB, 4° 59' 26" OL | 7021   | Pand met gepleisterde topgevel met opkamer                                     |
| Gepleisterd laag huis met rechte kroonlijst | Woonhuis                  | 18e eeuw                              |           | Rijksstraatweg 81                     | 52° 14' 46" NB, 4° 59' 30" OL | 7023   | Meer afbeeldingen                                                              |
| Geyn | Kasteel, buitenplaats     | 18e eeuw                              |           | Rijksstraatweg 89                     | 52° 14' 34" NB, 4° 59' 41" OL | 7024   | Meer afbeeldingen                                                              |
| Pand met gepleisterde hoge topgevel. Gebouw deel van een landhuis "Middelvaart" | Kasteel, buitenplaats     | 18e eeuw                              |           | Rijksstraatweg 101/Rijksstraatweg 103 | 52° 14' 29" NB, 4° 59' 52" OL | 7025   | Meer afbeeldingen                                                              |
| "Croonesteyn". Landhuis, afgeknotte voorgevel, opkamer, terzijde gepleisterde vleugel met topgevel. Hardstenen hekpijlers                                                                                                  | Kasteel, buitenplaats     | 18e eeuw                              |           | Rijksstraatweg 125                    | 52° 14' 13" NB, 5° 0' 7" OL   | 7026   | Meer afbeeldingen                                                              |
| Gepleisterd laag huis | Woonhuis                  |                                       |           | Rijksstraatweg 153                    | 52° 13' 54" NB, 4° 59' 51" OL | 7028   | Meer afbeeldingen                                                              |
| Boerderij, langhuistype | Boerderij                 | 18e eeuw                              |           | Rijksstraatweg 155                    | 52° 13' 53" NB, 4° 59' 51" OL | 7029   | Meer afbeeldingen                                                              |
| Lage landelijke woning | Woonhuis                  |                                       |           | Rijksstraatweg 157                    | 52° 13' 52" NB, 4° 59' 52" OL | 7030   | Meer afbeeldingen                                                              |
| Lage landelijke woning | Woonhuis                  |                                       |           | Rijksstraatweg 159                    | 52° 13' 52" NB, 4° 59' 52" OL | 7031   | Meer afbeeldingen                                                              |